# أقصى درجات العزلة
أقصى درجات العزلة هي رواية للكاتب المغربي الطاهر بن جلون الحاصل على جائزة غونكور الفرنسية، نشرت سنة 1981، وتتناول تجربة عامل مهاجر من شمال أفريقيا يعاني من العزلة والوحدة في فرنسا. استندت الرواية إلى بحث أكاديمي أعدّه بن جلون في إطار أطروحته لنيل الدكتوراه في علم النفس الاجتماعي من جامعة باريس عام 1975، حيث تناول فيه أوضاع العمال المغاربيين وظروف اغترابهم النفسي والاجتماعي. وقد نُشرت الدراسة الأصلية لاحقًا تحت عنوان La Plus Haute des Solitudes. تحوّلت الرواية لاحقًا إلى عمل مسرحي بعنوان "وقائع عزلة"، مما يؤكد حضورها الفني والاجتماعي في سياق أدب الهجرة.

## ملخص
تتناول رواية أقصى درجات العزلة للطاهر بن جلون التداخل القسري بين هموم الإنسان المغربي المهاجر في تأمين حاجاته الأساسية في فرنسا، وبين إخفاقاته الجسدية وعزلته النفسية الناجمة عن تهميشه في المجتمع الفرنسي. يشير بن جلون إلى أن هؤلاء الرجال يضطرون إلى نفي أنفسهم وترك بيئتهم العائلية والثقافية والعاطفية والجنسانية من أجل بيع قوة عملهم، لكنهم لا يجدون في فرنسا سوى بنى اجتماعية مستقبلة تُحكم بمنطق الرأسمال الذي يفضل الاستثمار على حساب الإنسانية، مما يؤدي إلى إقصاء الحياة العاطفية والجنسانية للمهاجرين. ويظهر فقدان العاطفة من خلال تقشف قسري وكبت متصاعد للرغبات الجنسية، بينما أصبح بؤسهم المادي المعروف، المتمثل في ظروف العمل والسكن والاستغلال، موضوع نقاش واسع. لكن بؤس العزلة، الذي يعانونه في الشارع والغرفة وحتى أثناء النوم، يبقى صامتًا وغير ملحوظ، بسبب صعوبة قياسه وعدم اعتباره مسألة تهم فقط المهاجرين. يعيش المهاجر في عزلته صورة مزدوجة ومتناقضة: صورة المهووس الجنسي العنيف الذي يُخشى ويُطارد، وصورة الرجل الشفاف الذي يُنظر إليه كأداة إنتاج مقصاة من الرغبة والعاطفة، حيث يُكبت وجوده ويُهمش إنسانيته، ويُلقى في غيتوهات معزولة. تستعيد الرواية هذه الثنائية من خلال مقابلات بن جلون مع المهاجرين المغاربة، الذين يعايشون هذه التجربة المعقدة والمؤلمة.